# Японская оккупация Гонконга
Японская оккупация Гонконга (иер. трад. 香港日治時期, ютпхин: Heong1gong2 jat6zi6 si4kei4, кант.-рус.: Хёнкон ятчи сикхей) началась, когда губернатор Гонконга, сэр Марк Янг, сдал британскую колонию Гонконг императорской Японии 25 декабря 1941 года. Сдача произошла после 18 дней ожесточенных боёв против подавляющего количества японских войск, вторгшихся на территорию. Оккупация продолжалась в течение трёх лет и восьми месяцев до капитуляции Японии в конце Второй мировой войны.

## История
В ходе Второй мировой войны 8 декабря 1941 Японская империя напала на Гонконг. Гонконгская оборона закончилась 25 декабря 1941 поражением британских и канадских сил, защищавших колонию. 15 августа 1945 Японская империя капитулировала, и Великобритания восстановила суверенитет над Гонконгом.